# Manton, Kalifornien
Manton är en så kallad census-designated place i Tehama County i Kalifornien. Vid 2010 års folkräkning hade Manton 347 invånare.